# クローディアの秘密
『クローディアの秘密』（クローディアのひみつ、英語:From the Mixed-up Files of Mrs. Basil E. Frankweiler）は、E・L・カニグズバーグによるアメリカ合衆国の児童文学作品。1967年刊行。原題は、「ベシル・E・フランクワイラー夫人のごちゃまぜファイルから」。
日本では、松永ふみ子の翻訳により1969年、岩波書店より刊行された（岩波少年文庫への編入は1975年）。
20世紀のアメリカを舞台に、11歳の少女クローディアの一週間の家出が描かれる。

## あらすじ
プロローグは、バジル・E・フランクワイラー夫人からの手紙で、宛先は「私の弁護士、ザクセンバーグ宛て」で、彼女の物書き机で彼女が描いた絵が添えられている。それは、ここからはじまる162ページの物語のいわば表紙のような役割のもので、彼女の遺言状とそれが少し変更された経緯を伝えるものである。
12歳のクローディア・キンケイド は、コネチカット州グリニッジにある自宅から家出を決意した。両親が自分の真価を認めてくれないから。彼女は弟のジェイミーと一緒に、ニューヨーク市のメトロポリタン美術館(The Met、ザ・メット)に家出することにする。彼女がジェイミーを仲間に選んだ理由の一つは、彼が節約家でお金を持っているから。クローディアは、ゴミ箱で見つけた未使用の大人の電車の運賃カードの助けを借りて、通勤電車とかなり長い距離を歩いて無料で博物館に行く方法を見つけた。
最初の方の章では、クローディアとジェイミーがザ・メットに腰を落ち着けるまでが語られる。閉館になって、博物館の警備員がすべての入館者が出ていったことを確認している間、トイレに隠れてやり過ごす。学校の見学グループに紛れ込んだり、噴水で水浴びをした。お金のために噴水に投げ込まれた「お願いのコイン」を使ったりする。夜は展示品のアーウィン・ウンターマイヤーのアンティークベッドで寝てみたりする。
新しい展示品が、センセーショナルな入館者を呼び込み、子どもたちを魅了する。それは天使の大理石像で、彫刻家は不明ながら、ミケランジェロではないかと推測されている。オークションでわずか数百ドルで購入されたもので、その出どころは、マンハッタンの御大層なお屋敷を閉鎖したばかりの収集家のバジル・E・フランクワイラー夫人だ。子どもたちは現場とドネル図書館(現・53丁目図書館)でそれを調査し、博物館のスタッフに匿名で結論を伝える。
子どもたちは自分たちがあまりに初心だったことを知って、所持金の最期の残りでコネチカット州のバジル・E・フランクワイラー夫人の家へ出かける。夫人は子どもたちを家出している子と判っていて、書庫の長いバンクのファイルから天使の像について調査する課題をあてがう。彼女のファイルの独特な構成にもかかわらず、彼らは天使の秘密を発見する。フランクワイラー夫人は、事実上貴重なミケランジェロの作品を敢えてメトロポリタン美術館に「譲渡」していたのだ。彼らの冒険の完全な説明と引き換えに、彼女は遺言で重要なファイルを彼らに残し、ロールスロイスで彼らを家に送り届ける。
クローディアは、クレイジーな検索に固執する彼女の深い動機を知る。フランクワイラー夫人は、彼女を喜ばせてくれる「孫」のような存在を得るかもしれない。彼女の弁護士（子どもの母方の祖父であることが明らかになった）は、彼女の意志を修正するためにザ・メットでの昼食会の日付を予約する。

## 主な登場人物
クローディア・キンケイド
11歳の平凡な少女。4人きょうだいの一番上。成績優秀な6年生で、英文法に一家言を持っており、お金以外のことでは優れたプランナーであり、そのほとんどをお菓子に費やしている。彼女は家で真価を認められていないと感じ、弟のジェイミーと一緒に家出を計画する。彼らはメトロポリタン美術館に潜り込み、そこで彼女を魅了し、冒険を圧倒するアート界の謎を発見する。
“ジェイミー”ジェームズ・キンケイド
9歳、クローディアの2番目の弟。しまり屋で小遣いを溜め込んでいる（加えて友人といんちきの賭けトランプをし、賭け金を巻き上げている）ことにより、家出仲間として選ばれる。
ベシル・E・フランクワイラー
富裕な、頭がよく、洞察力に優れた変わり者の老婦人。天使の像を美術館に売却したこの物語の語り手。訪ねてきた姉弟から、天使像の秘密と引き換えに美術館暮らしの冒険譚を聴取する。
サクソンバーグ
フランクワイラー夫人の顧問弁護士。物語は夫人からサクソンバーグへの書簡として綴られる。本の最後でクローディアとジェイミーの祖父であることが明らかになる。

## 発想
カニグズバーグが1966年に「アテネウム」のジャン・カールに『クローディアの秘密』の原稿を送ったとき、彼女はニューヨーク市郊外に住む3人の子どもを持つまだ何も出版経験のない母親だった。
小説の思いつきの1つは、1965年10月26日の『ニューヨーク・タイムズ』に掲載されたの1ページの記事だった。それは前の週の金曜日に行われたオークションについてのものだった。カニグズバーグは、数年の後、メトロポリタン美術館がわずか225ドルでイタリア・ルネサンス時代の石膏の像を手に入れたというニュースを思い出している。
「彼らは、莫大な掘り出し物を手に入れたことを知っていた。」
もう1つの思いつきは、家族でイエローストーン国立公園にでかけたとき、カニグズバーグの子どもたちによる、自宅のように何でも設備があるピクニックについての不満だった。彼女は、彼らが逃げ出したとしても、「メトロポリタン美術館よりもエレガントではない場所を決して考えないだろう」と想像した。
著者の2人の幼い子供であるローリーとロス (1967年に11歳と9歳になった) は、クローディアとジェイミーのイラストのためにモデルを演じた。ニューヨーク州ポート・チェスターのアパートの隣人であるアニタ・ブリガムは、フランクワイラー夫人の役を演じた。
フランクワイラー夫人のキャラクターは、カニグスバーグがかつて化学を教えていたフロリダ州ジャクソンビルのバートラム女学校の校長オルガ・プラットに拠っている。「ミス・プラットは裕福ではなかったが、彼女は事実に基づいた人でした。親切ですが、しっかりした人だった。」
2014年2月21日、E・L・カニグズバーグの家族と友人がメトロポリタン美術館のプライベートスペースに集まり、2013年4月19日に83歳で亡くなった著者に敬意を表した。挨拶に立った人の1人は、作家の息子のポール・カニグズバーグだった。彼は次のような話をした。

## 受賞
- ニューベリー賞

## 影響を与えた作品
- 大貫妙子による楽曲「メトロポリタン美術館」は本作に着想を得たものと言われる[要出典]（「天使の像」「バイオリンのケース　トランペットのケース　トランクがわりに」などの要素が歌詞と一致）。
- 種村有菜による漫画『満月をさがして』に、主人公の少女が思い入れる小説として登場。